# Ramón Eder
Ramón Eder Labayru (Lumbier, 1952) es un escritor español.

## Biografía
Nace en Lumbier (Navarra) en 1952.
Durante varios años reside  en París, donde estudia Historia Antigua en la "École des Hautes Études" y filosofía en la Universidad de Vincennes, y asiste a la tertulia de Agustín García Calvo en el café La Boule D Ór, después se instala en Pasajes de San Juan (Pasai Donibane), un pequeño pueblo pesquero situado a diez kilómetros de San Sebastián.
Es autor de libros de aforismos, poesía y cuentos o relatos breves, géneros todos ellos que privilegian la concisión y la elipsis.Y ha publicado artículos sobre escritores,cine o gastronomía en diversas revistas. Actualmente publica una viñeta semanal en la revista Las nueve musas.
En 1985, la revista literaria Pamiela incluye su primer libro, Axaxaxas mlö, en la colección Diamante de Caín. Consta de veintiún poemas distribuidos en cuatro apartados, cada uno de ellos encabezado por un aforismo, un género, el aforístico, que practica con predilección junto a la poesía. Tres años más tarde, en Ediciones Hiperión, aparece un nuevo poemario titulado Lágrimas de cocodrilo (1988) e integrado por treinta y nueve poemas que muestran el mismo carácter reflexivo e irónico de la entrega anterior.
Este libro tiene una buena acogida por parte de la crítica. Ramón Irigoyen presenta a su autor como un heredero de Cavafis, Cernuda y Gil de Biedma afecto a los giros coloquiales y a un cierto prosaísmo, mientras que José María Parreño subraya su humor lúcido sin concesiones, que relaciona con el de otros poetas del norte como Bernardo Atxaga, Jon Juaristi o Miguel d'Ors.
Sigue una década de publicaciones en revistas sobre cine, literatura  y gastronomía y publica La mitad es más que el todo en 1999, volumen subtitulado Relatos, poemas, aforismos, dividido en tres partes que corresponden a esos tres modelos formales. De alguna forma es el trabajo que le confirma como poeta, lo que parece indicar la inclusión de un capítulo sobre su obra en la monumental Historia literaria de Navarra. El siglo XX: Poesía y teatro de Ángel-Raimundo Fernández González.
En el año 2000 publica un libro de aforismos  titulado Hablando en plata (Editorial El Híbrido) y en 2007 otro titulado Ironías, con prólogo de Jesús Ferrero. 
En 2012 la editorial Renacimiento publica, formando parte de la colección A la mínima, la antología de sus aforismos La vida ondulante, volumen que recoge textos de los anteriores Hablando en plata e Ironías, además de la sección de inéditos llamada Pompas de jabón. 
Ese mismo año Huacanamo lanza una nueva entrega de aforismos bajo el título El cuaderno francés,, en 2013 aparece la siguiente llamada Relámpagos en la colección dedicada al género de Cuadernos del Vigía, y en 2015, Aire de comedia, de nuevo en Renacimiento. Al igual que La vida ondulante, este último título incluye material de los dos libros anteriores junto a gran cantidad de aforismos inéditos.
En 2016, reúne sus libros La vida ondulante y Aire de comedia, a los que añade una tercera sección llamada Aforismos del Bidasoa, en un único volumen bajo el título Ironías, que publica Renacimiento en la Serie Mayor de la colección A la mínima.
En 2018, aparecen Pequeña galaxia en Libros al albur, una especie de antología que incluye todos sus aforismos sobre el propio aforismo, además de algunos inéditos, prólogos y varios textos breves en los que reflexiona acerca del género, y Palmeras solitarias en Renacimiento, que recibe al año siguiente el Premio AdA de aforismos en la categoría de mejor libro, y el Premio Euskadi en la categoría de literatura en castellano.
En 2019 Renacimiento publica su nuevo libro El oráculo irónico y la editorial colombiana Milserifas una antología de sus aforismos titulada El simétrico milagro.
Es uno de los componentes de "La tertulia errante" de San Sebastián.
Ha expuesto viñetas y autorretratos con aforismo en diferentes lugares como la Librería Cervantes de Madrid, en la Universidad de Sevilla o la galería Arteko de San Sebastián.
Publica viñetas en la revista electrónica Las nueve musas, compuestas por aforismos ilustrados. 
Colabora en las revistas Claves de razón práctica, Clarín, "Pérgola", suplemento literario del periódico Bilbao,Renacimiento, Artyco, Las nueve musas o Ipar Atea, además de dirigir durante varios números la titulada Ulysses, publicación sobre literatura y viajes.
Sus aforismos han sido traducidos a diversos idiomas.

## Obra
Poesía
- Axaxaxas mlö, Pamiela, Pamplona, 1985
- Lágrimas de cocodrilo, Hiperión, Madrid, 1988

Relatos, poemas, aforismos
- La mitad es más que el todo. Relatos, poemas, aforismos, El Paisaje, Bilbao, 1999

Aforismos
- Hablando en plata, El Híbrido, Zaragoza, 2001, prólogo de Jesús Ferrero
- Ironías, Eclipsados, Zaragoza, 2007
- La vida ondulante, Renacimiento, Sevilla, 2012, antología
- El cuaderno francés, Huacanamo, Barcelona, 2012
- Relámpagos, Cuadernos del Vigía, Granada, 2013
- Aire de comedia, Renacimiento, Sevilla, 2015, antología
- Ironías (La vida ondulante, Aire de comedia y Aforismos del Bidasoa), Renacimiento, Sevilla, 2016
- Palmeras solitarias, Renacimiento, Sevilla, 2018, prólogo de Juan Bonilla
- Pequeña galaxia. Sobre el aforismo, Libros al Albur, Sevilla, 2018, prólogo de José Luis Trullo
- El simétrico milagro, Milserifas, Bogotá, 2019
- El oráculo irónico, Renacimiento, Sevilla, 2019
- Cafés de techos altos, Renacimiento, Sevilla, 2020
- Aforismos del Faro de la Plata, antología, Ediciones Valnera, 2022, selección y prólogo de Carmen Canet
- Los regalos del otoño, Renacimiento, Sevilla, 2023
- Las estrellas son los aforismos del cielo, Renacimiento, Sevilla, 2024

Traducciones
- Palmiers solitaires, Cactus Inébranlable (Bélgica), 2020, traducción al francés de Philippe Billé
- Nâo deixes que uma boa notícia te estrague o dia, Questao Pentagonal (Portugal), 2023, traducción al portugués de Afonso Cruz

Prólogos y epílogos
- Prólogo de Siete veces siempre de José María Hernández Larrea (Híbrido, Zaragoza, 1999)

- Epílogo de Juventud, egolatría de Pío Baroja (Caro Raggio Editor, Madrid, 2017)

Antologías colectivas de aforismos
- Pensar por lo breve (José Ramón González, antólogo), Ediciones Trea, Gijón, 2012
- L´Aforisma in Spagna (Fabrizio Caramagna, antólogo y traductor), Genesi Editrice, Turín, 2014
- Aforistas españoles vivos (José Luis Trullo, antólogo), Al Albur, Sevilla, 2015
- Fuegos de palabras (Carmen Camacho, antóloga), Editorial Vandalia, Barcelona, 2018
- Marcas en la piedra (Aitor Francos, antólogo), Renacimiento, Sevilla, 2019
- El cántaro a la fuente (José Luis Trullo y Manuel Neila, antólogos), Apeadero de Aforistas, 2020
- La sonrisa de Nefertiti (Ricardo Virtanen), Cypress, 2020
- Para una teoría del aforismo (Javier Sánchez Menéndez) Editorial Trea, 2020

## Premios
- Premio-Poesia-Ministerio de Cultura (1985). Obra : Paraíso hipotecado
- Premio Euskadi 2019 de literatura en castellano por Palmeras solitarias ( Aforismos  )
- Premio AdA (Apeadero de aforistas) , al mejor libro de aforismos de 2018 por Palmeras solitarias.